# Muiderslot
Het Muiderslot is een middeleeuws kasteel in het Noord-Hollandse Muiden, gebouwd rond 1285, in ere hersteld vanaf 1370 en een Rijksmuseum sinds 1878. De eerste restauratie begon in 1895, de tweede, waarbij ook de directe omgeving in 17e-eeuwse staat werd teruggebracht, in 1955. In 1999 begon de laatste restauratie, waarbij de vesting en de groentetuin aan de beurt kwamen.
Het slot is waarschijnlijk in het laatste kwart van de 13e eeuw gebouwd en veel van de inrichting dateert uit de 17e eeuw, maar is er pas later neergezet. In 1296 werd graaf Floris V in de omgeving van het kasteel vermoord. In de jaren 1610-1647 was P.C. Hooft de hoofdbewoner vanwege zijn functie van drost van Muiden. Hooft bracht er voornamelijk de zomers door en stelde het slot gastvrij open voor zijn vriendenkring, wier bezoeken later leidden tot de schilderachtige Muiderkringmythe. In de Franse tijd gebruikte het Franse leger het kasteel als kazerne en toen vanaf 1795 het slot niet meer bewoond werd, raakte het in verval.

## Architectuur
Het kasteel is een vierkante waterburcht. Op iedere hoek van het kasteel staat een ronde toren en binnen de muren staat een groot gebouw met trapgevels. Het kasteel heeft een slotgracht met een ophaalbrug. Om het kasteel heen zijn er onder meer een gerestaureerde moestuin en een kruidentuin.
Het kasteel werd gebouwd aan de monding van de Vecht in de Zuiderzee, waar tegenwoordig het IJmeer ligt. Direct bij het kasteel ligt Muiden met zijn haven.

## Geschiedenis
De geschiedenis van het kasteel is niet met zekerheid bekend. In de dertiende eeuw werd Muiden als leengoed van het Sticht beheerd door de heren Van Amstel. De beheersing van de mondingen van de handelsvaarwegen zoals de Vecht en de toegang tot het open IJ waren van groot strategisch belang voor dit gebied. Waarschijnlijk werd in die tijd een versterking van hout en later van steen opgericht om de noordgrens en belangrijke waterweg van het Sticht en de economische belangen van de familie Van Amstel te beschermen. Op verschillende plaatsen werd tol geïnd, in die tijden een belangrijke inkomstenbron. Vermoedelijk stond er een tolhuis (als onderdeel van de versterking) op de locatie waar later het slot verrees. Nadat Muiden bij Holland was ingelijfd, kon graaf Floris V door middel van een ketting over de Vecht tol heffen bij de langsvarende schepen. Floris V maakte er een vierkant kasteel van met op elke hoek een toren, maar mogelijk bestond het kasteel toen al en heeft de graaf het slechts gekocht.

### Moord op Floris V

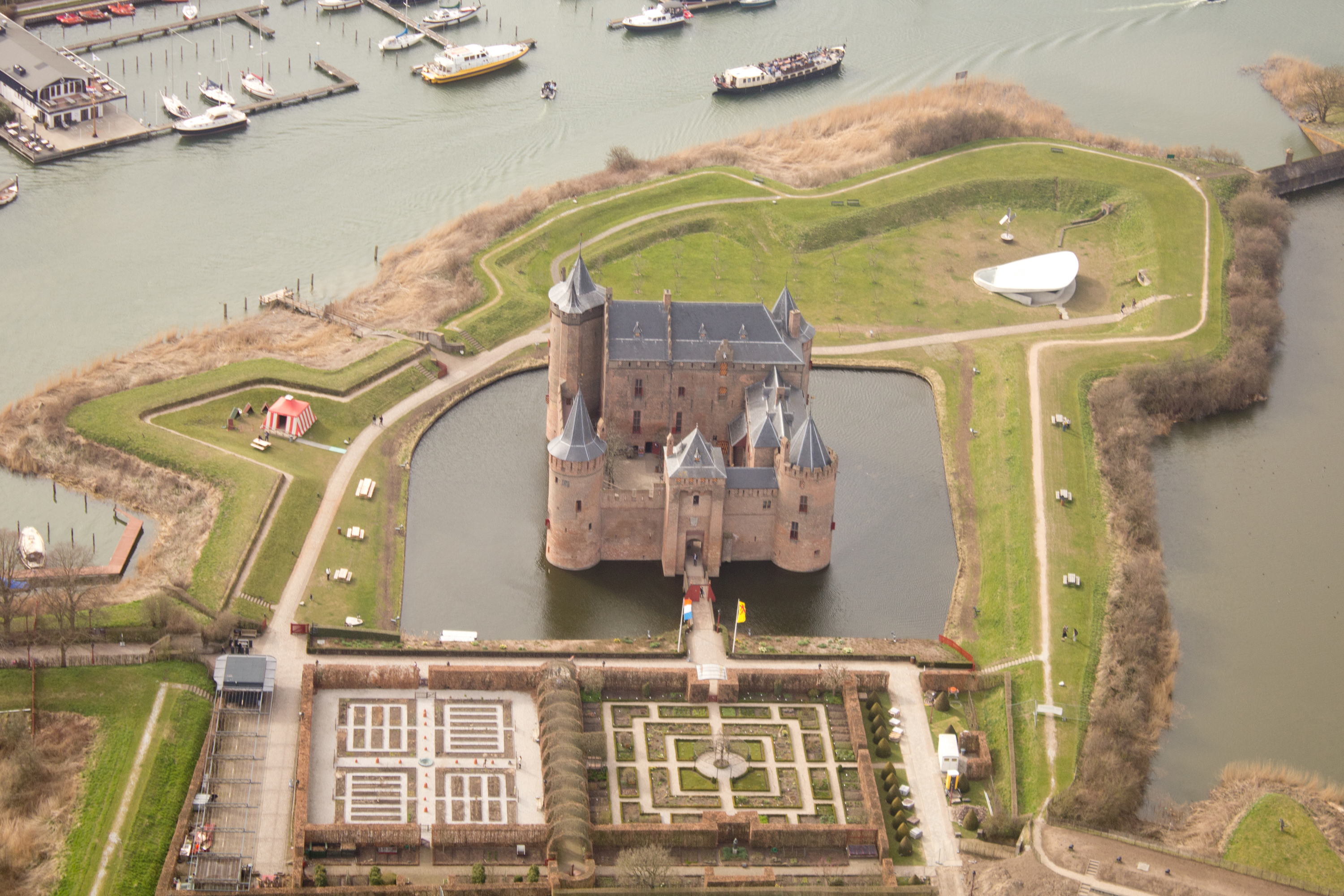
Muiderslot en omgeving met vestingwerken en kruidentuin.

Graaf Floris V werd op 27 juni 1296 in de omgeving van het kasteel vermoord. Toen Floris V in Januari 1296 zijn expansiedrift ten koste van Vlaanderen met steun van de Franse koning meende te kunnen realiseren, beging hij een fatale misstap. De Engelse koning, tegen wiens Vlaamse belangen Floris V was ingegaan, gaf aan Gijsbrecht IV van Amstel's neef, Jan I van Cuijk, opdracht de graaf van Holland in gijzeling te nemen en over te brengen naar Engeland. Tijdens een valkenjacht werd hij gevangengenomen door de deelnemende edellieden Gijsbrecht IV van Amstel en Herman van Woerden. Van Cuijk organiseerde de ontvoering die echter bij Muiden mislukte. Hij werd vijf dagen gevangengezet in het kasteel. Bij een ontsnappingspoging uit het kasteel werd hij, door onder anderen Gerard van Velsen, gedood met 22 messteken.

### Afbraak en herbouw
Na de dood van Floris in 1296 zou het zijn afgebroken, om een kleine honderd jaar later op de bestaande fundamenten te worden herbouwd, maar ook dit staat allerminst vast.
Het kasteel zou verwoest zijn door bisschop Willem van Mechelen, die vermoedelijk met de stenen van het Muiderslot het kasteel Vredelant (Vreeland) liet uitbreiden. Een 'borchterrein' zou hebben geresteerd. Zeventig jaar later zou graaf Albrecht van Beieren rond 1370 op dezelfde plaats en met dezelfde plattegrond het (huidige) Muiderslot weer hebben opgebouwd, hoewel er ook suggesties zijn dat het slot nooit verwoest is geweest.
Wel overgeleverd zijn vele rekeningen betreffende het onderhoud van het kasteel. Deze wekken de indruk dat het kasteel doorgaans in bouwvallige staat verkeerde.

## Bewoning

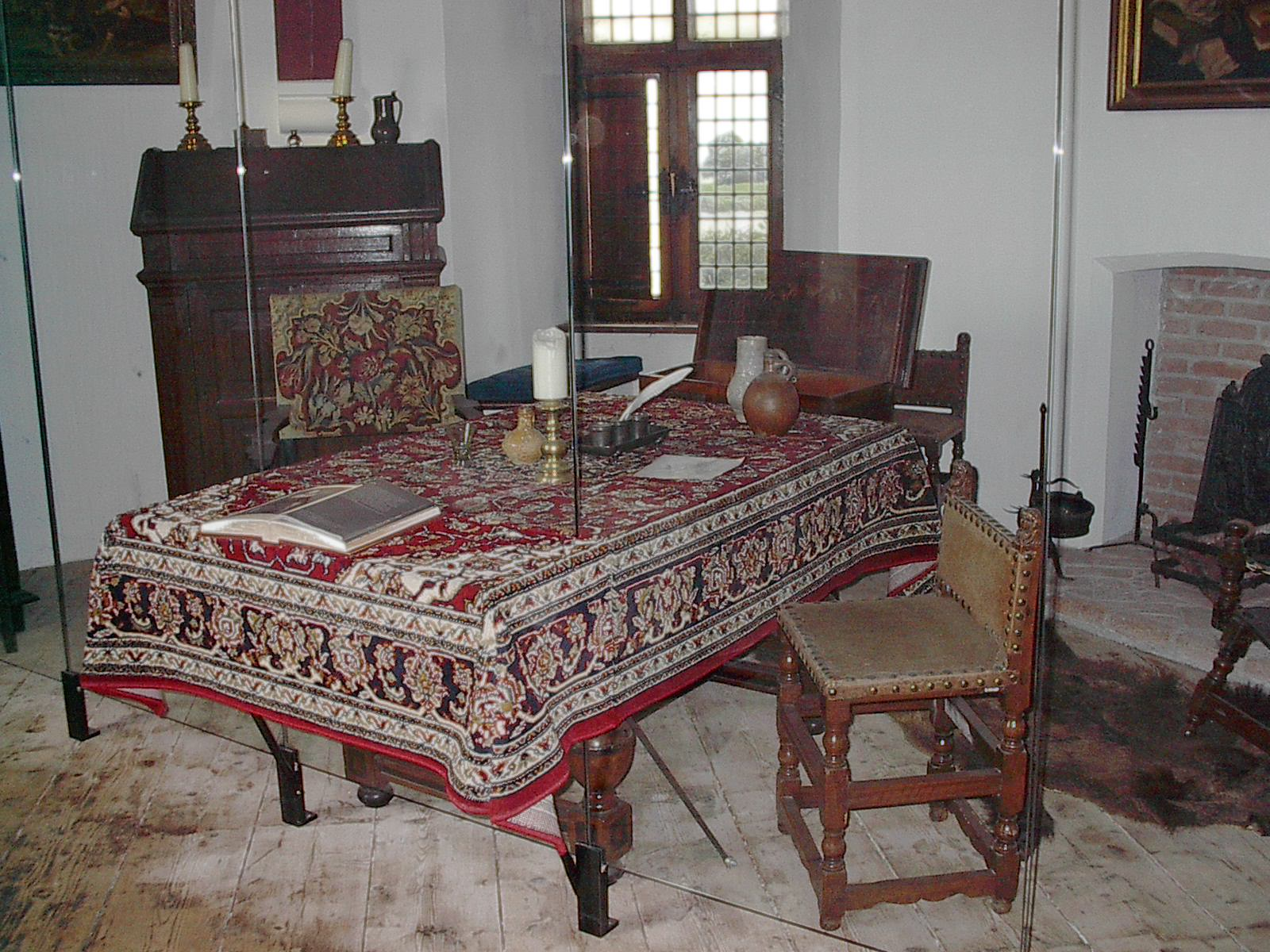
Werkkamer van P.C.Hooft op het Muiderslot

Het Muiderslot werd meestal bewoond door slotvoogden, die het kasteel namens hun heer beheerden; dat was bijvoorbeeld de bisschop of de landgraaf. In het begin van de 16e eeuw werd het kasteel korte tijd eigendom van de Geldersen. In de Tachtigjarige Oorlog werd het slot in 1577 namens Willem van Oranje ingenomen.

### P.C. Hooft en de Muiderkring
In 1609 werd het slot de ambtswoning van P.C. Hooft, die de functie van drost van Muiden bekleedde. Omdat het kasteel in de winter niet warm te stoken was, bracht Hooft er alleen de zomers door, de rest van het jaar woonde hij in Amsterdam. Het onderhoud van het kasteel betaalde hij deels zelf. De meubels, gebruiksvoorwerpen en schilderijen die momenteel in het kasteel zijn te bezichtigen stammen uit deze periode uit de 17e eeuw.
Hoofts gastvrijheid leidde tot de mythe van de Muiderkring, een vermeende groep van letterkundigen en geleerden die regelmatig zouden zijn samengekomen voor literaire en muzikale avonden op het slot. Het betreft een in de negentiende eeuw ontstaan geromantiseerd beeld van een groep geleerden en literatoren die regelmatig op het slot bijeenkwamen om eensgezind een culturele ontwikkeling te bewerkstelligen. In de twintigste eeuw heeft onderzoek het beeld tot realistische proporties teruggebracht. Hoewel in 1616 al Bredero en Hugo de Groot tegelijkertijd een bezoek aan het slot brachten, vond het eerste gedocumenteerde verblijf dat als een dergelijke bijeenkomst aan te merken valt plaats op 7 juli 1633 en het laatste in de zomer van 1645. In plaats van een georganiseerde vaste groep prominenten die een cultureel doel nastreefde, stelde Hooft het slot als een soort vakantieoord ter beschikking van zijn vriendenkring. Vast staat dat een keer of vaker bezoeken aan het slot zijn gebracht door onder anderen Vondel, Barlaeus, Constantijn Huygens, Vossius, Roemer Visscher en diens dochters Anna en Tesselschade.

## Verval en restauraties
Na de dood van Hooft raakte het slot in verval. In de Franse tijd werd het kasteel als kazerne gebruikt door het Franse leger. Vanaf 1795 werd het slot niet meer bewoond en raakte het in verval. Het Ministerie van Oorlog gebruikte het als gevangenis en munitiedepot, tot het gebouw daarvoor te bouwvallig werd bevonden. In 1823 adviseerde het Ministerie van Oorlog dan ook het te laten slopen. Daartegen maakte de koning bezwaar, maar in 1825 werd het toch voor sloop te koop aangeboden, wat zoveel betekende dat de koper het gebouw mocht slopen en de afkomende bouwmaterialen in eigendom kreeg (het terrein werd dus niet te koop aangeboden). Na vele oproepen aan koning Willem I, onder andere van historicus en literator Samuel Iperusz. Wiselius, werd de verkoop echter verhinderd. Het gebouw werd door het Ministerie van Oorlog overgedragen aan het Ministerie van Binnenlandse Zaken. Volgens historicus Maarten van Rossem was het behoud van het kasteel opmerkelijk in een tijd waarin tal van waardevolle monumenten werden afgebroken.
Het ministerie zwichtte dan wel voor de protesten tegen het voorgenomen afbreken, maar was niet van plan het op te knappen. Ook het plan uit 1830 van de Tweede Klasse van het Koninklijk-Nederlandsche Instituut van Wetenschappen, Letteren en Schoone Kunsten om van het kasteel een nationaal-historisch museum te maken, werd wegens geldgebrek niet gerealiseerd. In plaats daarvan werd eraan gedacht het kasteel tot een romantische ruïne te laten vervallen. Ook dat gebeurde niet. De zwakste gedeelten van het kasteel werden vanaf halverwege de negentiende eeuw in ieder geval enigszins onderhouden. In de loop van die eeuw groeide langzamerhand het bewustzijn dat het om een belangrijk monument ging dat een museumfunctie toekwam.
De Afdeling Kunsten en Wetenschappen van dit ministerie begon pas in 1895 met de restauratie, die werd uitgevoerd onder leiding en volgens plannen van Pierre Cuypers. De buitenkant zou een middeleeuws uiterlijk krijgen, terwijl het interieur zou verwijzen naar de periode dat Hooft er woonde. Omdat er geen afbeeldingen bestaan van het slot in de middeleeuwen, moest Cuypers zijn verbeelding de vrije loop laten en voorzag het kasteel van veel kantelen. In 1909 was dit werk klaar.
De tweede restauratie vond plaats van 1956 tot 1972. De opvattingen over restaureren waren inmiddels gewijzigd en de reconstructies van de vorige restauratie werden als te fantasierijk weer verwijderd. De restauratie zou vooral conservering als doel hebben en rekening houden met de wijzigingen die het slot in de loop der tijd had ondergaan. Ook het terrein rond het kasteel werd in 17e-eeuwse staat teruggebracht met een pruimenboomgaard en kruidentuin. De laatste restauratie is gestart in 1999 met het herstel van de vesting en de tuinen en heraanleg van de oorspronkelijke groentetuin, de Warmoeshof.

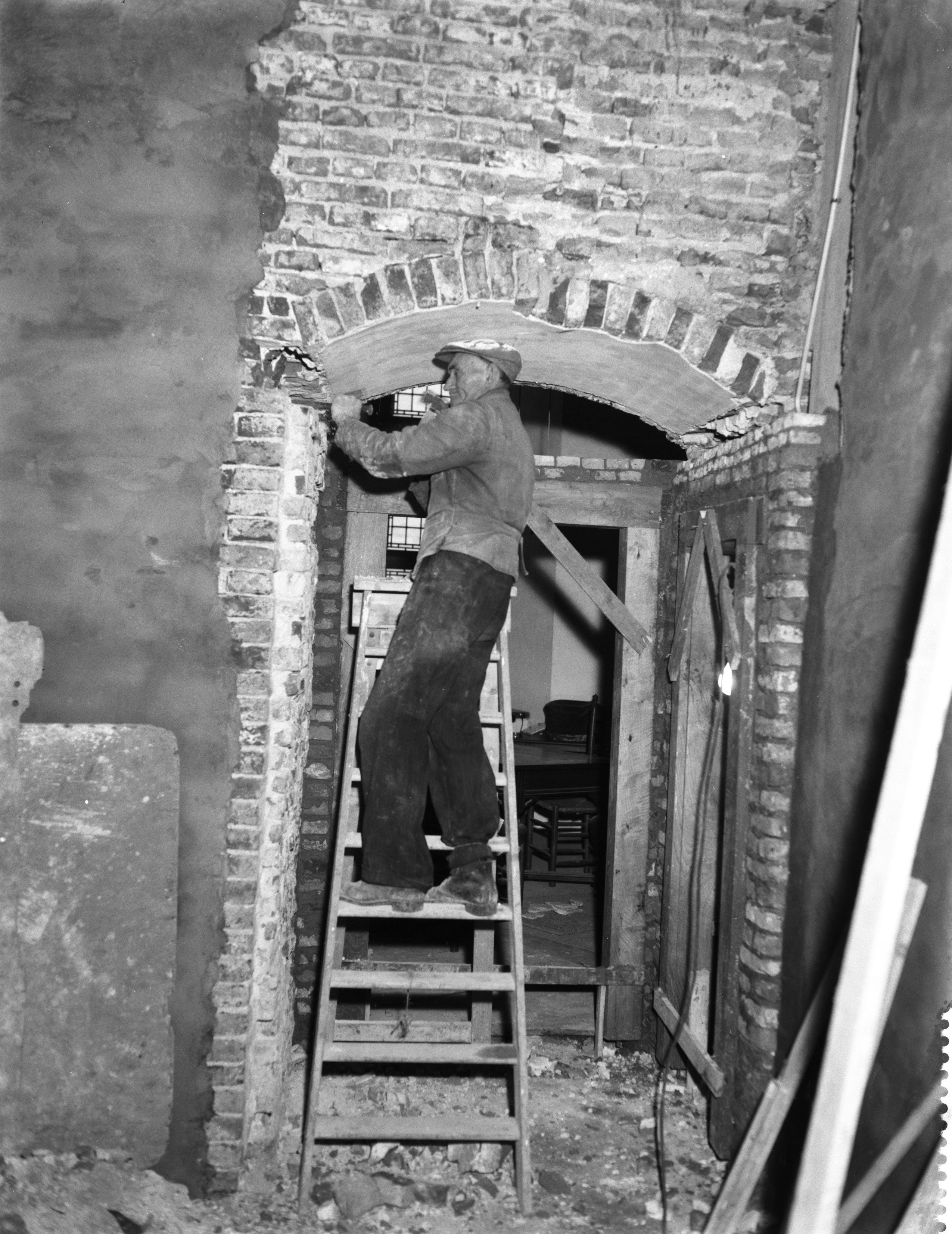
Het Muiderslot wordt gerestaureerd. Schouw in de keuken in 1959

Het Muiderslot en de vesting eromheen zijn nog steeds eigendom van de Staat (Rijksgebouwendienst).

## Trivia
- Het grondplan komt grotendeels overeen met het grondplan van Kasteel Radboud in Medemblik. Ook dat kasteel is gerestaureerd door Cuypers.
- Buiten het kasteel is een pruimenboomgaard, die ook al bestond in de tijd van Hooft. (Een beroemde uitdrukking van Hooft tegen de andere leden van de Muiderkring: "Tot ziens in de pruimentijd").
- Het Waterliniepad en het Floris V-pad lopen langs het Muiderslot.
- In 2010 vonden hier de opnames plaats van de film Snuf en het spookslot. Het Muiderslot stelt dan de Ruïne van Brederode voor, voordat het verviel.
- Het Muiderslot staat afgebeeld op de klaveren aas van het standaard kaartspel met Nederlands beeld.
- Het slot was van 2007-2008, 2012-2018 te zien als kasteel van Sinterklaas in De Club van Sinterklaas.
- Volgens historicus Maarten van Rossem ziet het 'sprookjeskasteel' eruit zoals een kasteel eruit moet zien: 'Ook Walt Disney zou er zeer tevreden over zijn geweest'.[7]